# 양건 (바둑 기사)
양건(梁建, 1975년 10월 16일 ~ )은 대한민국의 바둑 기사이다.

## 약력
1992년에 입단하였으며 2010년에 9단으로 승단하였다. 현재 한국바둑리그 넷마블의 감독이다.